# Tragopogon mirabile
Tragopogon mirabile là một loài thực vật có hoa trong họ Cúc. Loài này được Rouy miêu tả khoa học đầu tiên năm 1890.